# Сёфор, Мишель
Фердинанд Луи Беркеларс (нидерл. Ferdinand Louis Berckelaers; 10 марта 1901, Антверпен — 12 февраля 1999, Париж) — бельгийский и французский художник-конструктивист, поэт и прозаик, художественный организатор, пропагандист и историк абстракционизма, авангардного искусства XX века в целом. Псевдоним Мишель Сёфор (фр. Michel Seuphor) — анаграмму имени Орфей (лат. Orpheus) — взял в 1928 году.

## Биография
По рождению — фламандец. В 1921 начал издавать в Антверпене художественный журнал «Панорама» (нидерл. „Het Overzicht“). В 1925 обосновался в Париже, сблизился с Тристаном Тцара, Жаном Кокто, Блезом Сандраром, Фернаном Леже, Маринетти, Питом Мондрианом, Кандинским, Швиттерсом и другими. Основал журналы «Международная документация нового духа» (с 1927), «Круг и квадрат» (с 1929). В 1930 был организатором в Париже первой выставки абстрактного искусства, позднее — «Первые мастера абстрактного искусства» (1949), «50 лет абстрактного искусства» (1958), «Конструкция и геометрическая живопись» (1959, США) и др.
В 1954 принял французское гражданство.

## Творчество
Как художник участвовал с 1926 во всех групповых выставках неопластицистов и конструктивистов. Его персональные экспозиции были представлены в 1953 и 1959 в Париже, в 1967 — в Турине, в 1981 — в Льеже, в 1989 — в Саарбрюккене, ретроспективы — в 1977 в Париже и Гааге. Занимался керамикой, книжным оформлением, фотографией, увлекался коллажем. Сценическое оформление его пьесы «Мимолетное вечно» (1972) было разработано Мондрианом.

## Признание
Авторитетнейшие монографии Сёфора о современном искусстве, Мондриане и др. переведены на многие языки мира. О нём снят документальный фильм Бельгийского телевидения (1991, см.: ). Его проза и стихи (включая образцы «звуковой поэзии», близкие к зауми Кручёных и Швиттерса), которые были на много лет оттеснены историко-художественными монографиями, привлекают в последнее время все больше внимания.

## Сочинения

### Стихи
- Lecture élémentaire (1928)
- La vocation des mots (1966)

### Романы
- Histoires du grand Dadais (1938)
- Les évasions d’Olivier Trickmansholm (1939)
- Douce province (1941)

### Историко-художественные монографии
- L’art abstrait, ses origines, ses premiers maítres (1950)
- Piet Mondrian, life and work (1957)
- La sculpture de ce siècle; dictionnaire de la sculpture moderne (1959)
- Jean Arp and Sophie Taeuber-Arp (1960)
- Arp (1964)
- Abstract painting; fifty years of accomplishment, from Kandinsky to the present (1964)
- Le style et le cri, quatorze essais sur l’art de ce siècle (1965)
- Abstract painting in Flanders (1974)